# 文仁親王妃紀子

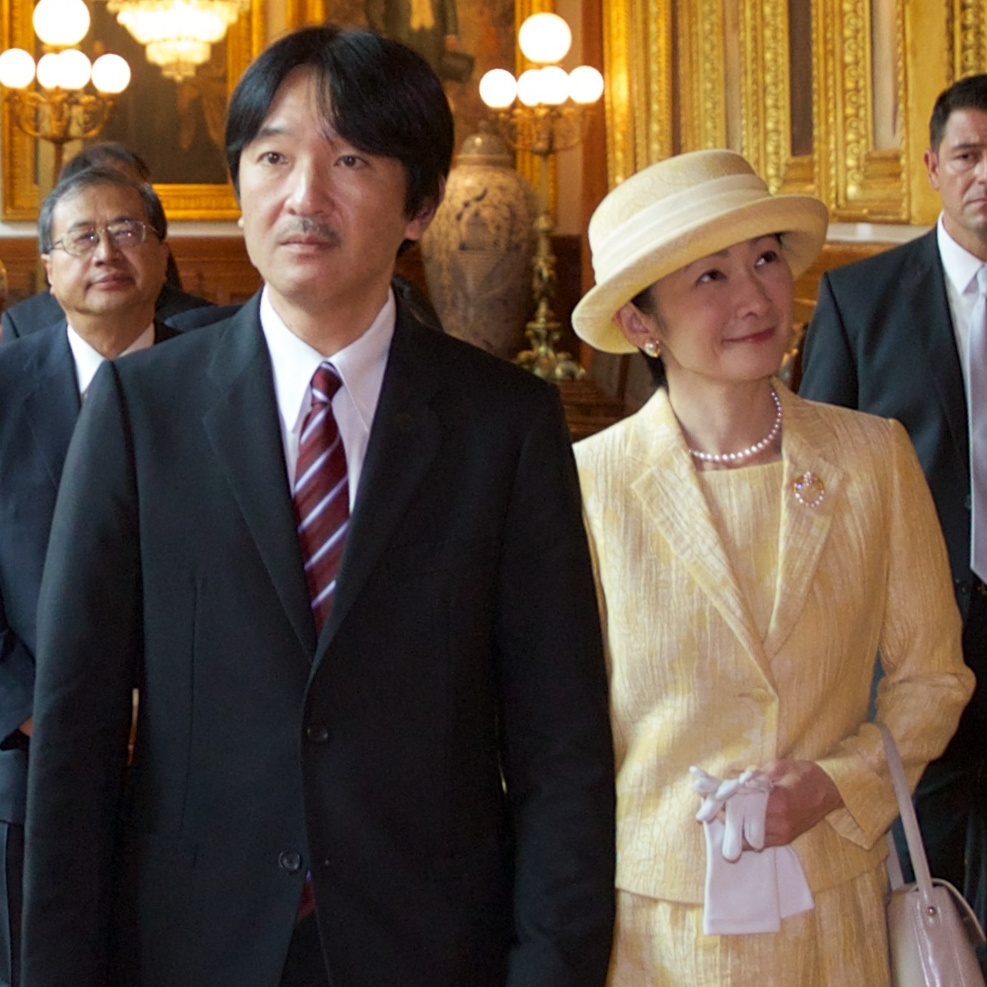
秋篠宮文仁親王與紀子妃於2014年訪問墨西哥城

紀子（ Kiko，1966年9月11日—），原名川嶋纪子，日本皇儲秋篠宮文仁親王之妻，即今上天皇德仁的弟媳，使用的徽印是檜扇菖蒲。她同時也是现任结核预防会总裁、日本赤十字社名誉副总裁以及皇室會議的備位議員（予備議員）。

## 早年生活
紀子是學習院大學經濟學教授川嶋辰彦與妻子川嶋和代的長女，於靜岡市駿河區之賞賜財團濟生會的靜岡濟生會綜合醫院出生。其父在完成東京大學經濟學部碩士課程後，前往美國賓夕法尼亞大學留學，所以紀子出生後到6歲前是在美國度過的。6歲返國後，紀子入讀靜岡市市立小學，隨後轉到東京的區立目白小學就讀，小學4年級時編入學習院初等科。在她小學5年級時，其父獲邀前往奧地利進行研究，所以她再次隨父母出國，在當地居住了2年，並在維也納就讀初中。紀子少年時出國的經歷，使她能說流利的英語並能於一般日常會話中使用德語。
1979年9月再次歸國後，紀子入讀學習院女子中等科，1985年入讀學習院大學文學部心理學科，1989年畢業。
年紀小7歲的胞弟川嶋舟是東京農業大學農業部設計農學科副教授。

## 婚姻生活

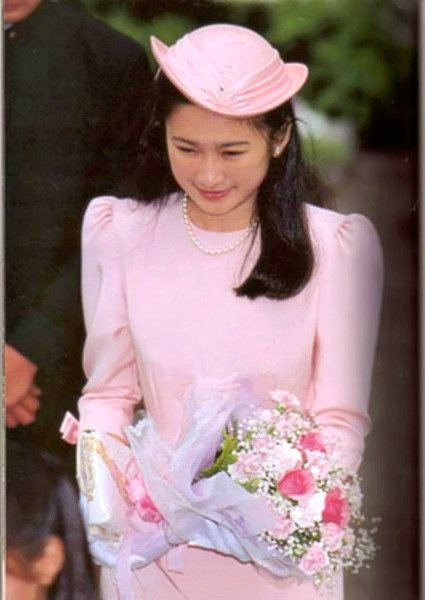
秋篠宮妃紀子於婚禮上，1990年6月29日

紀子在學習院大學認識比她高一屆的學長秋篠宮文仁親王（當時稱為禮宮文仁親王），文仁親王於1986年6月26日仍是本科生時已首次向紀子求婚，但他們3年後才向外界透露結婚的意向，並於1989年9月12日獲皇室會議批准訂婚。當時紀子仍居住在父親的大學教職員宿舍，因此被日本傳媒戲稱為「3LDK王妃」。
他們的婚禮於1990年（平成二年）6月29日舉行。文仁親王獲宮內廳批准創設新宮家「秋篠宮」，亦於婚禮當日獲天皇明仁授予秋篠宮文仁親王稱號，而紀子則成為文仁親王妃紀子，俗稱紀子妃。
文仁親王與紀子的結合打破日本皇室數個傳統。首先，文仁親王早於其兄長德仁結婚。其次，紀子是第一位嫁入日本皇室的中產階級女性。雖然時任天皇明仁的皇后美智子也是平民出身，但她畢竟生於富裕家庭，是日清製粉會長之女。最後，文仁親王與紀子的愛情故事被傳媒廣泛報導，亦屬日本皇室首次。
婚後紀子除了盡力履行皇室職責外，亦繼續在學習院大學研究院人文科學研究科就讀，修讀心理學博士前期課程，1995年修業（碩士畢業）。她亦以熱心於聽障、身障者等福利事業著稱，而且是位富有經驗的手語傳譯員。

## 逸事
- 從學生時期開始學習手語，能使用手語演說，造訪外國時也會使用當地語言的手語。
- 從小學習騎馬，在奧地利期間參加馬術訓練營[1]；同時學會滑雪，曾參加山形縣藏王舉辦的學校滑雪訓練營，被分到唯一的高級班。[1]
- 曾向内藤敏子（日语：内藤敏子）學習中歐傳統樂器齊特琴，並能演奏奧地利民歌。[2][3]
- 進入學習院女子高等科後，選修中文為第二外語[1]；同時開始打網球，婚後休養期間亦曾與文仁親王一起打球，打法被認為與美智子上皇后相似。[4]
- 結婚時，送給文仁親王一枚飾有鯰魚圖案的訂婚戒指。[註 2][5]
- 在文仁親王的著作『歐洲家禽圖鑑』中繪製雞的插畫。[6]
- 致力於節儉，用自家菜園種植的白蘿蔔，白蘿蔔葉煎炸或醃製成漬物，作為長子悠仁親王的便當配菜。[7]
- 小姑黑田清子與婆婆美智子上皇后稱呼紀子為「紀子ちゃん（紀子醬）」。[8][9]
- 有時與長女真子內親王一同去美術館等地。[10]
- 次女佳子內親王於成年記者會提到母親：「至於母親，雖然週刊雜誌等媒體上有各種不同的報導，但作為女兒的我來看，母親非常溫柔、積極而且開朗。小時候，母親在寫給我的信上常常畫上笑臉，這給我留下了深刻的印象。」[11]
- 長子悠仁親王於成年記者會提到母親：「假日的時候，母親喜歡做一些手工藝，例如刺繡或拼布，還會用宅邸後院的水果來做糖漿和果醬。」[12]

### 以紀子妃殿下命名的花
- 1990年（平成二年），蘭之鄉堂島的淡黃色蘭花「紀子妃『微笑』（プリンセスキコ 'ホホエミ'）」，為紀念文仁親王與紀子妃成婚而命名。[13][14]
- 2004年（平成十六年），紀子妃殿下出席濱名湖花博，為紀念其蒞臨，荷蘭球根生產者協會將新品種水仙命名為「紀子妃（プリンセス・キコ）」。[15]

- 2014年（平成二十六年）5月，伊勢神宮崇敬會理事長高城治延贈紀子妃桃紅色玫瑰，其命名為「紀子妃（プリンセス・キコ）」。[16]

## 子女
文仁親王與紀子夫婦自1997年起居於東京都港區赤坂御用地的御所，育有兩女一子。
- 長女小室真子在1991年（平成三年）10月23日生於東京都千代田區宮內廳醫院。
- 次女佳子内親王在1994年（平成六年）12月29日生於東京都千代田區宮內廳醫院。
- 長子悠仁親王在2006年（平成十八年）9月6日生於東京都港區恩賜財團母子愛育會愛育醫院。
  - 日本時間（UTC+9）8時27分剖腹產下，出生時重2.558公斤。是日本皇室自1965年來首名出生的男性後嗣，現為父親文仁親王之後的日本天皇的第二順位繼承人。

## 家系
| 紀子 | 父: 川嶋辰彥 | 祖父: 川嶋孝彦 |
| 紀子 | 父: 川嶋辰彥 | 祖母: 川嶋紀子 |
| 紀子 | 母: 川嶋和代 | 祖父: 杉本嘉助 |
| 紀子 | 母: 川嶋和代 | 祖母: 杉本榮子 |

- 高祖父：小菅智淵（初代陸地測量部長）
- 曾祖父：川嶋庄一郎（日语：川嶋庄一郎）（學習院教授兼初等科長、佐賀師範學校校長與奈良師範學校校長）
- 曾祖父：池上四郎（大阪市長、第六任朝鮮總督府政務總監）
- 外曾祖父：服部俊太郎（南滿洲鐵道機關區長）
- 祖父：杉本嘉助（南滿洲鐵道總局副參事）
- 祖父：川嶋孝彥（曾任內閣官房總務課長、内閣統計局長、國立國會圖書館專門調查員）
- 祖母：川嶋紀子（畫家，池上四郎之六女）
- 父：川嶋辰彦（學習院大學名譽教授、名櫻大學客員教授、曾任國土交通省専門委員）
- 母：川嶋和代（杉本嘉助之長女)
- 弟：川嶋舟（獸醫、東京農業大學農業部設計農學科副教授）

## 荣誉

### 日本勋章奖章
- 勋一等宝冠章（1990年6月29日）

### 外国勋章奖章
- 天主教伊莎贝尔女王大十字勋章（西班牙语：Orden de Isabel la Católica）（西班牙，2008年11月8日批准[17]）：西班牙国王胡安·卡洛斯一世于2008年11月9日至14日对日本进行国事访问。
- 秘魯太陽大十字勳章  （秘魯，2014年1月27日）[18]
- 王冠大十字勋章（英语：Order of the Crown (Netherlands)） （荷兰，2014年10月25日公布[19]）：荷兰国王威廉-亚历山大于2014年10月29日至31日对日本进行国事访问。
- 王冠大十字勳章（英语：Order of the Crown (Belgium)） （比利時，2016年10月11日）[20][21]

## 翻譯活動
除了忙於公務和育兒外，亦翻譯“ちきゅうのなかまたち”系列繪本。
- 『オオカミのエリック』（2007年）

ISBN 478758572X
- 『ビーパーのペン』（2007年）

ISBN 4787585711
- 『ソウのソフィ』（2008年）

ISBN 4787585762
- 『アリクイのオーレ』（2008年）

ISBN 4787585797
- 『トラのテレサ』（2008年）

ISBN 4787585827

## 外部連結
- 秋篠宮家 - 宮内庁 （页面存档备份，存于）（日語）
- 秋篠宮さまと紀子さま　ご結婚 | NHK放送史（動画・記事） （页面存档备份，存于）（日語）